# Cei mici despre lumea mare
Cei mici despre lumea mare este un film românesc din 1960 regizat de Gabriel Barta.